# Mattia Vitale
Mattia Vitale (né le 1er octobre 1997 à Bologne en Émilie-Romagne) est un footballeur italien, qui évolue au poste de milieu de terrain au Frosinone Calcio, où il est prêté par la SPAL 2013.

## Biographie

### Carrière en club
Natif de Bologne, Vitale commence à jouer au football en tant qu'attaquant avec le grand club de sa ville natale, le Bologne FC 1909, qu'il quitte en 2011 pour rejoindre le centre de formation du club piémontais de la Juventus.
Avec l'équipe turinoise, il est intégré à l'équipe première lors de la saison 2014-15, et il est convoqué pour la première fois par Massimiliano Allegri le 11 janvier 2015 lors d'un succès 3-1 sur le terrain du Napoli en championnat (mais il ne rentre toutefois pas en jeu et reste sur le banc).
Il joue son premier match avec les juventini le 11 avril 2015 lors d'une défaite 1-0 en championnat sur le terrain de Parme (il entre en jeu à la 80e minute à la place de Kingsley Coman,), devenant le plus jeune joueur de la Juve à rentrer en jeu depuis Nicola Zanini en 1991.

## Statistiques
| Saison         | Club           | Championnat    | Championnat | Championnat | Coupe d'Italie | Coupe d'Italie | Coupe d'Europe | Coupe d'Europe | Coupe d'Europe | Autres | Autres | Autres | Total  | Total |
| Saison         | Club           | Comp.          | Matchs      | Buts        | Matchs         | Buts           | Comp.          | Matchs         | Buts           | Comp.  | Matchs | Buts   | Matchs | Buts  |
| -------------- | -------------- | -------------- | ----------- | ----------- | -------------- | -------------- | -------------- | -------------- | -------------- | ------ | ------ | ------ | ------ | ----- |
| 2014-2015      | Juventus       | A              | 2           | 0           | 0              | 0              | -              | -              | -              | -      | -      | -      | 2      | 0     |
| Total Juventus | Total Juventus | Total Juventus | 2           | 0           | 0              | 0              |                | -              | -              |        | -      | -      | 2      | 0     |
| Total          | Total          | Total          | 2           | 0           | 0              | 0              |                | -              | -              |        | -      | -      | 2      | 0     |

## Palmarès
Juventus
- Championnat d'Italie (1) :
  - Champion : 2014-15.

- Supercoupe d'Italie (1) :
  - Vainqueur : 2015.